# Сподня Ложниця
Сподня Ложниця (словен. Spodnja Ložnica) — поселення в общині Словенська Бистриця, Подравський регіон‎, Словенія.